# Millefleurs de Lonigo
La poule millefleurs de Lonigo (en italienː millefiori di Lonigo), ou millefleurs vénète, est une race de poule originaire de Vénétie en Italie, élevée pour la ponte et pour la chair, mais aussi comme poule d'ornement et de compagnie. Cette race n'est pas reconnue par la FIAV et n'a pas encore de standard officiel caractéristique.

## Origine
Cette race est italienne, plus précisément de la commune de Lonigo, dans la province de Vicence. Elle a été présentée pour la première fois en 1934 à la onzième exposition d'animaux de basse-cour qui s'est tenue à la seizième foire de Padoue par la chaire ambulante d'agriculture de Lonigo (cattedra ambulante di agricoltura di Lonigo) , mais elle ne s'est pas maintenue. Actuellement un éleveur de la région de Vicence, Luca Rizzini, sélectionne de nouveau une souche à forte ressemblance avec la race historique, à partir de poules à coloris « millefleurs » localisées dans une zone comprise entre Padoue et Vicence. La souche actuelle est plus lourde que l'ancienne millefleurs de Lonigo et possède de bonnes caractéristiques de pondeuse et de poule élevée pour sa chair. Le coq peut atteindre plus de 3 kg. Ses œufs sont de couleur blanche ou tirant vers le rosé.

## Caractéristiques
Le nom de « millefleurs » décrit la caractéristique du plumage, parsemé de taches plus claires et de taches blanches et noires sur une couleur dominante qui le plus souvent est fauve clair ou d'un orange foncé. En réalité, le coloris de base sur lequel agit le gène de la millefleurs est le « col d'or », poitrine d'or sur fond noir. Une tentative a été faite pour faire passer des sujets d'italianer millefleurs en millefleurs de Lonigo, mais il est facile de distinguer les deux races, car l'italiener millefleurs a une poitrine à fond roux et non pas noire, elle est plus élancée et sa queue est plus basse.
Les tarses et la chair de cette race sont jaunes. Ses oreillons sont blancs, parfois légèrement panachés de rouge. La poule pèse aux alentours de 2,5 kg, jusqu'à 3 kg, tandis que le coq pèse entre 3 et 3,8 kg. Une autre race semblable de millefleurs, la poule millefleurs du Piémont, est considérée aujourd'hui comme éteinte.

## Source de la traduction
- (it) Cet article est partiellement ou en totalité issu de l’article de Wikipédia en italien intitulé « Millefiori di Lonigo » (voir la liste des auteurs).